# تامی بارکاس
تامی بارکاس (انگلیسی: Tommy Barkas; ۲۷ مارس ۱۹۱۲ – ۱۹۹۱ (۷۸−۷۹ سال)) بازیکن فوتبال اهل بریتانیا بود.
از باشگاه‌هایی که در آن بازی کرده‌است می‌توان به باشگاه فوتبال روچدیل، باشگاه فوتبال کارلایل یونایتد، باشگاه فوتبال استوک‌پورت کانتی، و باشگاه فوتبال برادفورد سیتی اشاره کرد.